# Kanton Nieul
Der Kanton Nieul war bis 2015 ein französischer Wahlkreis im Arrondissement Limoges, im Département Haute-Vienne und in der Region Limousin; sein Hauptort war Nieul. Die letzte Vertreterin im Generalrat des Départements war von 2001 bis 2015 Nancette Mazière (PCF).
Der sechs Gemeinden umfassende Kanton Nieul war 153,95 km² groß und hatte 10.555 Einwohner (Stand: 2012).

## Gemeinden
| Gemeinde      | Einwohner Jahr | Fläche km² | Bevölkerungsdichte | Code INSEE | Postleitzahl |
| ------------- | -------------- | ---------- | ------------------ | ---------- | ------------ |
| Chaptelat     | 2015 (2013)    | 17,92      | 112 Einw./km²      | 87038      | 87270        |
| Nieul         | 1640 (2013)    | 16,97      | 97 Einw./km²       | 87107      | 87510        |
| Peyrilhac     | 1244 (2013)    | 38,63      | 32 Einw./km²       | 87118      | 87510        |
| Saint-Gence   | 2067 (2013)    | 21,77      | 95 Einw./km²       | 87143      | 87510        |
| Saint-Jouvent | 1651 (2013)    | 24,96      | 66 Einw./km²       | 87152      | 87510        |
| Veyrac        | 2028 (2013)    | 33,7       | 60 Einw./km²       | 87202      | 87520        |